# Pießling
Die Pießling ist ein linker Zufluss der Teichl in Oberösterreich.

## Name
Die Pießling wird 1190 als fluuium Piznic erstmals schriftlich erwähnt. Der Name ist slawischen Ursprungs und leitet sich vom Wort *pěsъkъ für 'Sand' ab.

## Geographie

### Pießling-Ursprung
Die Pießling entspringt südlich von Roßleithen in einer der stärksten Karstquellen Österreichs. Sie schüttet durchschnittlich etwa 2.000 Liter pro Sekunde aus.

### Verlauf
Nach ihrer Quelle fließt sie in nördliche Richtung nach Roßleithen. In Pießling unterquert sie die Pyhrn Autobahn und mündet in die Teichl.

### Zuflüsse
- Retschitz (links)
- Sulzbach (links)